# Adam Gottlob Casparini
Adam Gottlob Casparini (né en 1715 à Breslau, mort en 1788 à  Königsberg) est un facteur d'orgue allemand.
Il est d'abord compagnon à partir de Pâques 1737 auprès de Tobias Heinrich Gottfried Trost à Altenburg. Puis il s'installe à son compte à Breslau et vit plus tard à Königsberg. Son père, Adam Horatio Casparini, né en Italie, est également facteur d'orgue. Son grand-père est le célèbre Eugenio Casparini. 

## Réalisations (sélection)
| Année | Lieu            | Bâtiment                        | Photo | Clavier | Registre | Remarques |
| ----- | --------------- | ------------------------------- | ----- | ------- | -------- | --- |
| 1737  | Breslau         | Église Saint-Adalbert           |       |         |          | |
| 1742  | Mühlhausen      | Église du village               |       |         |          | |
| 1745  | Leunenburg (de) | Église du village (de)          |       |         |          | |
| 1747  | Königsberg      | Église des Anciens jardins (de) |       |         |          | |
| 1750  | Barten          | Église du village (de)          |       |         |          | |
| 1763  | Königsberg      | Église de la vieille ville (de) |       |         |          | |
| 1770  | Nordenburg      |                                 |       |         |          | |
| 1776  | Vilnius         | Église du Saint-Esprit          |       | II      | 32       | Depuis 2000, restauration par UAB Vilniaus Vargonu Dirbtuve, Rimantas Gucas en collaboration avec GOArt, Suède |